# 日向郵便局
日向郵便局
（ひゅうがゆうびんきょく）
- 宮崎県日向市にある郵便局。本記事にて記述する。
- 千葉県山武市にある郵便局。局番号は05124。

（ひなたゆうびんきょく）
- 長野県東筑摩郡麻績村にある郵便局。局番号は11401。
- 静岡県静岡市葵区にある郵便局。局番号は23111。

日向簡易郵便局（にっこうかんいゆうびんきょく）
- 山形県酒田市にある簡易郵便局。局番号は85816。

日向郵便局（ひゅうがゆうびんきょく）は宮崎県日向市にある郵便局。民営化前の分類では集配普通郵便局であった。

## 概要
住所：〒883-8799 宮崎県日向市鶴町2-4-1

## 沿革
- 1874年（明治7年）6月1日 - 富高（とみたか）郵便取扱所として開設[1]。
- 1875年（明治8年）1月1日 - 富高郵便局（五等）となる。
- 1885年（明治18年）10月16日 - 貯金取扱を開始。
- 1893年（明治26年）4月1日 - 為替取扱を開始。
- 1945年（昭和20年）9月1日 - 特定郵便局から普通郵便局に局種別改定[2]、富島（とみしま）郵便局に改称[3]。
- 1951年（昭和26年）6月16日 - 日向郵便局に改称[4]。
- 1956年（昭和31年）10月11日 - 電話通話および和文電報受付事務の取扱を開始。
- 1956年（昭和31年）10月16日 - 細島郵便局から集配業務を移管。
- 1984年（昭和59年）3月3日 - 江良簡易郵便局の廃止に伴い、取扱事務を承継。
- 1984年（昭和59年）6月17日 - 亀崎簡易郵便局の廃止に伴い、取扱事務を承継。
- 1984年（昭和59年）6月18日 - 日向市上町から同市鶴町二丁目に移転。
- 1992年（平成4年）8月3日 - 外国通貨の両替および旅行小切手の売買に関する業務取扱を開始。
- 2007年（平成19年）3月4日 - 美々津郵便局から集配業務を移管[5]。
- 2007年（平成19年）10月1日 - 民営化に伴い、併設された郵便事業日向支店に一部業務を移管。
- 2012年（平成24年）10月1日 - 日本郵便株式会社発足に伴い、郵便事業日向支店を日向郵便局に統合。
- 2023年（令和5年）2月6日 - 門川郵便局から集配業務を移管。

## 取扱内容
- 郵便、印紙、ゆうパック、内容証明
- 貯金、為替、振替、振込、国際送金、外貨両替・トラベラーズチェック、国債、投資信託
- 生命保険、バイク自賠責保険、自動車保険
- ゆうちょ銀行ATM
- 日向市内の一部地域および東臼杵郡門川町内全域の集配業務
- ゆうゆう窓口

## 周辺
- 宮崎県立富島高等学校
- 日向警察署

## アクセス
- JR日豊本線 日向市駅（東口）から徒歩約6分
- 宮交バス 富島高校前停留所下車
- 国道10号沿い
- 駐車場あり：66台